# 米格爾·梅希亞
米格爾·A·梅希亞（Miguel A. Mejia，1988年1月19日—） ，是波多黎各職業棒球投手，曾來台灣效力於中華職棒的兄弟象及Lamigo桃猿，中文登錄名為「米吉亞」。

## 經歷
- 美國職棒
  - 底特律老虎（小聯盟，2009年～2010年）
  - 佛羅里達馬林魚（小聯盟，2011年）
  - 芝加哥小熊（小聯盟，2016年～2017年）

- 波多黎各聯賽
  - Luquillo Turistas（2012年）
  - Bravos de Cidra（2019年）

- 波多黎各棒球聯盟
  - 卡羅萊納巨人 （2009年～2010年）
  - 卡瓜斯克里奧爾人 （2011年11月）

- 中華職棒
  - 兄弟象（2013年）
  - Lamigo桃猿（2014年）

- 日本職棒
  - 埼玉西武獅（2015年）

- 墨西哥太平洋聯盟
  - 奧布雷岡亞基人（2017年10月～12月）

- 墨西哥聯盟
  - 墨西哥紅魔鬼（2018年）
  - 坎佩切海盜（2019年～）

- 委內瑞拉聯盟
  - 卡拉卡斯獅子（2018年10月～11月）

## 職棒生涯成績

### 中華職棒
| 年度   | 球隊         | 出賽 | 勝投 | 敗投 | 中繼 | 救援 | 完投 | 完封 | 四死 | 三振 | 責失 | 投球局數 | 防禦率 |
| ------ | ------------ | ---- | ---- | ---- | ---- | ---- | ---- | ---- | ---- | ---- | ---- | -------- | ------ |
| 2013年 | 兄弟象隊     | 21   | 5    | 9    | 0    | 0    | 0    | 0    | 40   | 77   | 39   | 107.2    | 3.26   |
| 2014年 | Lamigo桃猿隊 | 55   | 5    | 1    | 4    | 35   | 0    | 0    | 21   | 46   | 8    | 58.0     | 1.24   |
| 合計   | 2年          | 76   | 10   | 10   | 4    | 35   | 0    | 0    | 61   | 123  | 47   | 165.2    | 2.55   |

## 特殊事蹟
- 2013年4月30日出戰Lamigo桃猿，前三局分別面對林泓育、葉竹軒以及郭修維都投出156公里速球，追平聯盟紀錄，四局上對決郭修維時飆出157公里球速，刷新聯盟紀錄（原紀錄156公里由哈里士、勞勃、海克曼 (總冠軍賽)、林岳平、羅曼、馬丁尼茲共同保持；同年被強克刷新紀錄）。[2][1]
- 2014年5月17日於花蓮棒球場面對前東家中信兄弟，雙重賽兩場皆拿下救援成功，[3] 成為中華職棒第四位達成此紀錄的球員。前三位分別為林朝煌、庫倫以及林岳平。[4]

## 外部連結
- 米格爾·梅希亞在台灣棒球維基館上的頁面（繁體中文）
- 米格爾·梅希亞在美國職棒（英语）
- 米格爾·梅希亞在日本職棒（英语）
- 米格爾·梅希亞在中華職棒
- 米格爾·梅希亞在Baseball-Reference.com（小聯盟以及海外聯盟）（英语）
- 米格爾·梅希亞在FanGraphs.com（英语）
- 米格爾·梅希亞在The Baseball Cube（英语）

| 獎項                 | 獎項                  | 獎項          |
| -------------------- | --------------------- | ------------- |
| 前任： 布拉德·湯瑪仕 | 中華職棒救援王 2014年 | 繼任： 陳鴻文 |